# Кеджиньский, Стефан
Стефан Кеджиньский (пол. Stefan Kiedrzyński; 24 июля 1886, Варшава, Царство Польское, Российская империя — 19 июля 1943 , Нова-Весь (ныне гмина Варка, Мазовецкое воеводство, Польша) — польский драматург и прозаик, сценарист, журналист. Он опубликовал несколько романов и сценариев, в основном комедий.

## Биография
Окончил Варшавскую школу изящных искусств (теперь Академия изящных искусств (Варшава)).
В 1913—1917 годах жил в Париже, Санкт-Петербурге и Минске.
После Первой мировой войны поселился в Варшаве. Был постоянным сотрудником газеты Kurjer Warszawski.
Автор ряда комедий, сатирических произведений, фарсов, романов и триллеров, а также киносценариев.
Во время немецкой оккупации жил в провинции, где и умер.
Все его произведения попали под цензуру в Польше в 1951 году и подлежали немедленному изъятию из всех библиотек.

## Избранные произведения
- Chimera (1907)
- Cudowne medium
- Dzień upragniony (1933)
- Dzisiejsi (1911)
- Fatalne miłosierdzie
- Gniazdko (1909)
- Krzyk w nocy (1919)
- Nie rzucaj mnie, madame (1930)
- Panna Coctail (1937)
- Pocałunek wojny
- Rozkosz życia (1909)
- Serce na ulicy (1930)
- Trujący kwiat (1914)
- Twarze bez masek (1934)
- Uśmiech szatana (1921)
- Wino, kobieta i dancing (1930)
- Żona i nie żona (1926)

## Киносценарии
- Słodycz grzechu (1914)
- Зов моря (1927)
- Тайна древнего рода / Tajemnica starego rodu (1928)
- Krwawy wschód (1931)
- Serce na ulicy (1931)
- Жена и не жена / Żona i nie żona (1939)
- Kłamstwo Krystyny (1939)